# Шемяк (Татарстан)
Шемяк — деревня в Мамадышском районе Татарстана. Административный центр Шемяковского сельского поселения.

## География
Находится в северной части Татарстана на расстоянии приблизительно 30 км на северо-запад по прямой от районного центра города Мамадыш у речки Баш Арбаши.

## История
Известна с 1619 года, упоминалась и как Ильтемирова Пустошь, Семякино. В начале XX века уже были мечеть и медресе.
В «Списке населенных мест по сведениям 1859 года», изданном в 1866 году, населённый пункт упомянут как казённая деревня Кабык-Копер (Шемякова) 2-го стана Мамадышского уезда Казанской губернии. Располагалась при речке Чуткуле, на почтовом тракте из Мамадыша в Казань, в 40 верстах от уездного города Мамадыша и в 8 верстах от становой квартиры в казённой деревне Ахманова (Ишкеево). В деревне, в 57 дворах жили 353 человека (168 мужчин и 185 женщин), была мечеть.

## Население
Постоянных жителей было: в 1782 — 82 души мужского пола, в 1859—349, в 1897—684, в 1908—691, в 1920—776, в 1926—792, в 1949—460, в 1958—380, в 1970—463, в 1979—387, в 1989—341, в 2002 году 361 (татары 100 %), в 2010 году 330.